# سميح وجيه الزين
سميح وجيه الزين (1904 - 1975) أديب ومؤرخ لبناني. ولد في لبنان الشمالي، له العديد من المؤلفات الأدبية والفلسفية والتاريخية، منها تاريخ طرابلس قديما وحديثا.

## أعماله

### في التاريخ
في فن القصة التاريخية له أربع قصص ثلاثة نشرت وواحدة لم يكملها. قصة 6 أيار تروي قصة الشهداء اللبنانيين والسوريين الذين أعدمهم جمال باشا السفاح وقصة أسماء تروي قصة الاستقلال اللبناني. كما اشتهر بكتابه «تاريخ طرابلس منذ قديم الأزمنة حتى عصرنا الحاضر» وهو تاريخ جامع لما مر على مدينة طرابلس لبنان منذ تاريخ تأسيسها حتى عام 1965م صدر في عام 1969 عن دار الأندلس بيروت، أتى فيه على التاريخ السياسي والتاريخ الاجتماعي للمدينة وأضاف ترجمة للعديد من أدباء المدينة وعلمائها، وحتى تاريخ كتابة هذا البحث لم يظهر من ينافسه في هذا الموضوع. أعيد نشره في عام 2010
له كتاب عن «تاريخ مدينة بيروت العاصمة اللبنانية» نهج فيه نفس منهجه في كتابة تاريخ مدينة طرابلس لكنه للآن لم ينشر ويقوم إبنه المهندس غسان سميح الزين على تحقيقه لنشره بعد الانتهاء منه.

### في الفلسفة
من مؤلفاته في حقل الفلسفة دراسة عن آخر الفلاسفة العرب ابن رشد منشورة ودراسة عن المعلم الثاني الفيلسوف الفارابي مخطوطة ودراسة عن الفلسفة اليونانية مخطوطة ودراسة عن الفلسفة العربية مخطوطة ودراسة عن العلوم عند العرب مخطوطة.

### في النقد الأدبي
ومن مؤلفاته في حقل النقد الأدبي دراسة عن مقاصد ابن القارح، وعن مقاصد أبي العلاء المعري في رسالته «رسالة الغفران»